# Pomaderris
Pomaderris là một chi thực vật có hoa thuộc họ Táo (Rhamnaceae). Chi này được Jacques Julien Houtou de Labillardière mô tả khoa học lần đầu tiên năm 1805 với 2 loài là P. elliptica và P. apetala.

## Từ nguyên
Pomaderris bắt nguồn từ tiếng Hy Lạp πῶμα (poma) nghĩa là vỏ, nắp, vảy hay mang [cá] và δέρρις (dérrhis) nghĩa là màng, da. Ở đây là để nói tới vỏ dạng màng của các phân quả trong quả nang của chi này.

## Phân bố
Các loài trong chi này là bản địa Australia (gồm cả Tasmania) và New Zealand (Đảo Bắc). Sự đa dạng loài lớn nhất là tại Australia. Tại đảo Bắc (New Zealand) ghi nhận 8 loài, trong đó 5 loài đặc hữu.

## Các loài
Danh sách 74 loài lấy theo Plants of the Wirld Online:
- Pomaderris adnata N.G.Walsh & Coates, 1997: New South Wales.
- Pomaderris amoena Colenso, 1886: New Zealand.
- Pomaderris andromedifolia A.Cunn., 1825: Đông nam Queensland tới đông Victoria.
- Pomaderris angustifolia N.A.Wakef., 1951: Đông New South Wales tới đông Victoria.
- Pomaderris apetala Labill., 1805: Victoria tới Tasmania, New Zealand (đảo Bắc).
- Pomaderris argyrophylla N.A.Wakef., 1951: Đông bắc và đông Australia.
- Pomaderris aspera Sieber ex DC., 1825: New South Wales, đông nam Queensland, Nam Úc, Tasmania, Victoria.
- Pomaderris aurea N.A.Wakef., 1951: Đông nam New South Wales tới đông Victoria.
- Pomaderris betulina A.Cunn., 1833: Đông nam Queensland tới đông Victoria.
- Pomaderris bodalla N.G.Walsh & Coates, 1997: New South Wales.
- Pomaderris brevifolia N.G.Walsh, 1994: Tây Úc.
- Pomaderris briagolensis Messina, 2010: Victoria.
- Pomaderris brogoensis N.G.Walsh, 1988: New South Wales.
- Pomaderris brunnea N.A.Wakef., 1951: New South Wales.
- Pomaderris buchanensis N.G.Walsh, 2008: Victoria.
- Pomaderris canescens (Benth.) N.A.Wakef., 1951: Đông Queensland.
- Pomaderris cinerea Benth., 1863: Đông nam New South Wales.
- Pomaderris clivicola E.M.Ross, 1990: Queensland.
- Pomaderris cocoparrana N.G.Walsh, 1990: New South Wales.
- Pomaderris coomingalensis N.G.Walsh & Coates, 1997: Queensland.
- Pomaderris costata N.A.Wakef., 1951: Đông New South Wales tới đông Victoria.
- Pomaderris cotoneaster N.A.Wakef., 1951: Đông New South Wales tới đông Victoria.
- Pomaderris crassifolia N.G.Walsh & Coates, 1997: Queensland tới New South Wales.
- Pomaderris delicata N.G.Walsh & Coates, 1997: New South Wales.
- Pomaderris discolor (Vent.) Poir., 1808: Trung và đông nam Queensland, đông New South Wales tới đông Victoria.
- Pomaderris edgerleyi Hook.f., 1864: New Zealand (đảo Bắc).
- Pomaderris elachophylla F.Muell., 1861: Đông nam New South Wales, Tasmania, Victoria.
- Pomaderris elliptica Labill., 1805: Đông New South Wales, Tasmania, Victoria.
- Pomaderris eriocephala N.A.Wakef., 1951: Đông New South Wales, đông Victoria.
- Pomaderris flabellaris (F.Muell. ex Reissek) J.M.Black, 1926: Đông nam Nam Úc.
- Pomaderris forrestiana F.Muell., 1875: Tây trung và nam Tây Úc.
- Pomaderris gilmourii N.G.Walsh, 1989: New South Wales.
- Pomaderris grandis F.Muell., 1862: Tây nam Tây Úc.
- Pomaderris graniticola (N.G.Walsh & Coates) K.L.McDougall & Millott, 2005: Queensland, New South Wales.
- Pomaderris halmaturina J.M.Black, 1925: Từ đông nam Nam Úc tới tây Victoria.
- Pomaderris hamiltonii L.B.Moore, 1961: New Zealand (đảo Bắc).
- Pomaderris helianthemifolia (Reissek) N.A.Wakef., 1951: Từ đông New South Wales tới trung và đông Victoria.
- Pomaderris humilis N.G.Walsh, 1989: Victoria.
- Pomaderris intermedia Sieber ex DC., 1825: Miền đông Australia, gồm cả đảo Tasmania.
- Pomaderris kumeraho A.Cunn., 1839: New Zealand (đảo Bắc).
- Pomaderris lanigera (Andrews) Sims, 1816: Từ phía đông miền trung Queensland tới trung và đông Vicotoria.
- Pomaderris ledifolia A.Cunn., 1825: Từ đông nam Queensland tới đông Victoria.
- Pomaderris ligustrina Sieber ex DC., 1825: Từ đông nam Queensland tới phía đông miền trung và đông Victoria.
- Pomaderris mediora N.G.Walsh & Coates, 1997: New South Wales.
- Pomaderris myrtilloides Fenzl, 1837: Miền nam Tây Úc.
- Pomaderris nitidula (Benth.) N.A.Wakef., 1951: Từ đông nam Queensland tới đông bắc New South Wales.
- Pomaderris notata S.T.Blake, 1945: Queensland.
- Pomaderris obcordata Fenzl, 1837: Từ đông nam Nam Úc tới tây Victoria.
- Pomaderris oblongifolia N.G.Walsh, 1990: Victoria.
- Pomaderris oraria F.Muell. ex Reissek, 1858: Từ nam Victoria tới bắc Tasmania và New Zealand (đảo Bắc).
- Pomaderris pallida N.A.Wakef., 1951: Từ đông nam New South Wales tới đông Victoria.
- Pomaderris paniculosa F.Muell. & Reissek, 1858: Miền nam Australia tới phía tây miền trung New South Wales, gồm cả Tasmania.
- Pomaderris parrisiae N.G.Walsh, 1990: New South Wales.
- Pomaderris pauciflora N.A.Wakef., 1951: Từ miền trung phía đông New South Wales tới đông Victoria.
- Pomaderris phylicifolia G.Lodd. ex Link, 1821: Từ miền đông New South Wales tới Tasmania, tây bắc New Zelanad (đảo Bắc).
- Pomaderris pilifera N.A.Wakef., 1851: New South Wales, Tasmania, Victoria.
- Pomaderris precaria N.G.Walsh & Coates, 1997: New South Wales.
- Pomaderris prunifolia A.Cunn. ex Fenzl, 1837: New South Wales, Victoria.
- Pomaderris queenslandica C.T.White, 1951: Queensland.
- Pomaderris racemosa Hook., 1834: Đông nam Nam Úc, Victoria, Tasmania.
- Pomaderris reperta N.G.Walsh & Coates, 1997: New South Wales.
- Pomaderris rotundifolia (F.Muell.) Rye, 1996: Miền nam Tây Úc.
- Pomaderris rugosa Cheeseman, 1923: New Zealand (đảo Bắc).
- Pomaderris sericea N.A.Wakef., 1951: Từ đông New South Wales tới đông Victoria.
- Pomaderris subcapitata N.A.Wakef., 1951: Từ đông New South Wales tới đông Victoria.
- Pomaderris subplicata N.G.Walsh, 1992: Victoria.
- Pomaderris tropica N.A.Wakef., 1951: Queensland.
- Pomaderris vacciniifolia Reissek, 1858: Phía nam miền trung Victoria.
- Pomaderris vellea N.A.Wakef., 1951: Từ đông nam Queensland tới đông bắc và đông trung New South Wales.
- Pomaderris velutina J.H.Willis, 1942: Victoria.
- Pomaderris virgata N.G.Walsh, 1988: New South Wales.
- Pomaderris viridis N.G.Walsh, 2008: New South Wales.
- Pomaderris walshii Millott & K.L.McDougall, 2005: New South Wales.
- Pomaderris wendlandiana (Schult.) G.Don, 1830: Đông và đông nam Australia.

## Mô tả
Pomaderris là các loài cây bụi thường xanh, thân khá mềm hoặc cây gỗ nhỏ nhiều cành; cao lên đến 10 mét. Các lá mọc so le, cuộn rõ ràng ở mép của chúng. Hoa mọc thành các xim hoa nhỏ dạng tán hoặc chùy hoa, hầu hết ở đầu cành, đôi khi thành các đầu hoa và rất hiếm khi ở dạng các hoa đơn lẻ. Không có chén hoa; đĩa hoa rất mỏng, hình vòng hoa và có thể cũng không có, một vài loài (như P. apetala, P. aspera) có thể thiếu cánh hoa. Bầu nhụy nửa hạ, các phần quả mở ở bên. Đài hoa hình con quay, chẻ 5. Cánh hoa 5 (đôi khi không có), uốn vòm, đối diện với nhị hoa. Quả nang 3 phân quả, vỏ phân quả dạng màng.